# Arne Dankers
Arne Dankers (Ottawa, 1 de junio de 1980) es un deportista canadiense que compitió en patinaje de velocidad sobre hielo. 
Participó en los Juegos Olímpicos de Turín 2006, obteniendo una medalla de plata en la prueba de persecución por equipos (junto con Steven Elm, Justin Warsylewicz, Denny Morrison y Jason Parker). Ganó una medalla de plata en el Campeonato Mundial de Patinaje de Velocidad sobre Hielo en Distancia Individual de 2007.

## Palmarés internacional
| Juegos Olímpicos                           | Juegos Olímpicos                | Juegos Olímpicos | Juegos Olímpicos        |
| Año                                        | Lugar                           | Medalla          | Prueba                  |
| ------------------------------------------ | ------------------------------- | ---------------- | ----------------------- |
| 2006                                       | Turín (Italia)                  | Medalla de plata | Persecución por equipos |
| Campeonato Mundial en Distancia Individual |                                 |                  |                         |
| Año                                        | Lugar                           | Medalla          | Prueba                  |
| 2007                                       | Salt Lake City (Estados Unidos) | Medalla de plata | Persecución por equipos |